# Rabdiaster
Genre
Espèces de rang inférieur
- R. pertzovi
- R. apora
- R. ludibunda
- R. reticulata

Rabdiaster est un genre d'holomycètes.
L'amibe est couverte d'un périplasme composé de plaques tangentielles (écailles) et de spicules radiaux. Les écailles ne présentent pas de trous en face externe.
L'espèce type est Rabdiaster pertzovi.

## Liste des espèces
- Rabdiaster pertzovi (Mikrjukov, 1994) Mikrjukov, 1999
- Rabdiaster apora (Croome, 1987) Mikrjukov, 1999
- Rabdiaster ludibunda (Penard, 1901) Mikrjukov, 1999
- Rabdiaster reticulata (Thomsen, 1979) Mikrjukov, 1999. emend. Nicholls, 2012